# Derek Clark
Derek Clark (n. 10 octombrie 1933, Bristol, Anglia, Regatul Unit – d. 1 ianuarie 2023) a fost un om politic britanic, membru al Parlamentului European în perioada 2004-2009 din partea Regatului Unit.